# Partit Comunista de Finlàndia
El Partit Comunista de Finlàndia (en finès: Suomen Kommunistinen Puolue, SKP) va ser un partit marxista de Finlàndia creat després de la derrota a la Guerra Civil. Prohibit a Finlàndia fins al 1944, va créixer fins a convertir-se en una organització influent amb desenes de milers de membres, participant en diverses coalicions de govern. Les activitats polítiques de l'SKP van cessar a principis dels anys 1990 amb l'establiment de l'Aliança d'Esquerra.
El suport comunista a Finlàndia va ser més alt que a la major part de la resta de l'Europa Occidental. Durant la Guerra Freda, l'SKP va ser un dels partits comunistes més importants de la regió, juntament amb els partits italià (PCI) i francès (PCF).

## Història

### Fundació i clandestinitat
Els fundadors eren principalment membres de la Guàrdia Roja que havien fugit a Rússia després de la Guerra Civil Finlandesa i membres de la Delegació Popular de la seva administració política, molts dels quals havien ocupat anteriorment càrrecs de lideratge al SDP. Així, el SKP va ser fundat a l'exili el 29 d'agost de 1918 a Moscou, preparant-se per a un nou aixecament. Els principals fundadors van ser els líders del vell moviment obrer socialdemòcrata que s'havien convertit en bolxevics després de la seva arribada a Rússia, els més coneguts dels quals són Kullervo Manner, Yrjö Sirola, escollit com a primer President, i Otto Wille Kuusinen.
Prohibit des dels seus inicis, molts dels seus líders residien principalment a la Unió Soviètica o lluitaven des de la clandestinitat i la presó. En aquest sentit, ràpidament es va construir una xarxa clandestina a Finlàndia a principis de la dècada de 1920 i el partit va tenir influència en moltes organitzacions públiques com el Partit Socialista dels Treballadors de Finlàndia, que va obtenir 27 diputats a les eleccions legislatives de 1922.
En una primera etapa, amb l'objectiu d'un nou alçament contra el govern burgès, van cooperar amb l'Exèrcit Roig soviètic, declarant el servei militar per als exiliats i reunint tropes de la Guàrdia Roja finlandesa, creant el seu propi hospital militar i obrint la Escola Internacional d'Oficials Rojos de Petrograd, on formarien als oficials exiliats. Petrograd era el centre de les activitats clandestines i l'entrenament polític del SKP, des d'on es controlaven les rutes d'etapa cap a Finlàndia. A iniciativa d'Eino Rahja, l'organització militar del Partit va decidir enviar en secret un total de 32 oficials vermells a Finlàndia després del 28 d'abril de 1920, per reiniciar les activitats dels Guàrdies Rojos. Tanmateix, la Policia Central aviat els va localitzar i l'intent va fracassar.
Amb la constatació del tancament del període revolucionari, les contradiccions entre la branca militar i la política, que era acusada de mantenir una vida luxosa mentre la resta d'exiliats amb prou feines podien sobreviure, van acabar esclatant davant la sorpresa dels soviètics. L'anomenada Oposició del Revòlver, formada per cadets militars de la Guàrdia Roja del Partit, van arribar a atemptar contra la direcció al Club Kuusinen l'agost de 1920, provocant vuit morts i onze ferits. Després de l'atac, els tiradors van escriure una carta justificant les seves accions i es van rendir voluntàriament a la milícia.
El quart congrés del partit, celebrat el 25 de juliol de 1921 a Petrograd, va intentar restaurar la unitat del partit. En aquest es va nomenar una comissió de tres persones per investigar l'incident, que acabaria condemnant els assassinats assenyalant possibles vinculacions amb els serveis secrets finlandesos. En aquest mateix Congrés, el bolxevic Karl Radek indicaria les simpaties de la Komintern i Lenin envers la línia de Kuusinen, però es va arribar a un compromís mantenint la unitat.
Un cop es van calmar els ànims, a les següents eleccions de 1924, el partit, encara il·legalitzat, va impulsar la seva pròpia candidatura paraigües anomenada Organització Electoral de Treballadors Socialistes i Petits Agricultors, amb la qual aconseguirien representació a l'Eduskunta durant tres legislatures consecutives, sumant cada vegada més diputats, però va ser dissolta juntament amb altres estructures públiques controlades pels comunistes per una decisió parlamentària el 1930. Els diputats del Grup Parlamentari i molts altres presumptes comunistes van ser arrestats i centenars d'organitzacions van ser dissoltes. La repressió va augmentar exponencialment uns anys després amb la Guerra d'Hivern contra la Unió Soviètica i amb la Guerra de Continuació quan l'Estat va donar suport als nazis obrint un nou front contra els soviètics. Els comunistes van impulsar un moviment de resistència antifeixista i grups de guerrillers a zones boscoses, però serien perseguits i massacrats en la seva majoria.

### Com a Partit de masses
Un cop finalitzada la guerra, els militants serien alliberats de les presons o camps de concentració i es permetria operar legalment al Partit com a part de l'acord d'armistici. Així, el SKP, amb una línia molt més moderada, va començar les seves activitats públiques a l'octubre de 1944. En un parell d'anys, el partit va créixer fins a convertir-se en un partit de masses de desenes de milers de persones. En aquest sentit, impulsaria la Lliga Democràtica Popular Finlandesa (SKDL), amb l'objectiu d'aplegar totes les organitzacions a l'esquerra del Partit Socialdemòcrata. En les primeres eleccions de 1945, el front aconseguiria 49 escons i la segona posició només per un sol diputat per darrera del SDP. Com a conseqüència, formaria part del govern de coalició d'esquerres i es nomenaria a Mauno Pekkala, del SKDL, com a Primer Ministre. Tanmateix, el govern es mantindria només durant dos anys, després dels quals es convocarien noves eleccions. En aquestes, el SKDL perdria posicions amb 38 diputats i la tercera posició, i no va participar en la formació de governs de nou fins a mitjans de la dècada de 1960.
En la oposició, els comunistes van tornar a estar sota una estreta vigilància per part de l'estat. El SKP va ser l'objectiu principal de la intel·ligència nacional de la Policia de Seguretat, que va començar a operar a principis de 1949. El Partit va respondre, entre altres coses, endurint els requisits d'adhesió. Tanmateix, el suport es va mantenir alt a la dècada de 1950, tot i que els canvis operats en la Unió Soviètica després del XXè Congrés del PCUS o esdeveniments com la Revolució hongaresa de 1956 van anar afectant internament al Partit.
Així, durant els primers anys dels seixanta una facció impulsaria demandes per a un paper més independent per al Partit (en referència al PCUS i la inflència soviètica) i per a un examen crític del seu propi passat, així com la defensa d'un front popular per a retornar al govern. Finalment, al 14è Congrés de 1966 aconseguirien la majoria a la direcció del SKP i Aarne Saarinen, del Sindicat de Treballadors de la Construcció, va ser elegit president. Sota el seu lideratge va començar a construir una política més pactista, afavorint així que el SKDL tornés a una coalició de govern al mateix any i que s'unifiqués el panorama sindical sota la Organització Central de Sindicats Finlandesos.
Com a resposta, es va formar una oposició d'esquerres (anomenats Taistoistes) a la nova direcció eurocomunista del partit i de les seves polítiques reformistes, reunits entorn de l'expulsat Aimo Aaltonen. De les 17 organitzacions de districte del SKP, 10 donaven suport a la direcció del partit i 7 a l'oposició a finals dels anys seixanta. Al 15è Congrés no aconseguirien els seus objectius, però es mantindria la unitat assegurant la representació de l'oposició en els òrgans de direcció del SKP.

### Divisió i final
A mesura que arribaven els anys vuitanta, els enfrontaments interns s'intensificaven. Al congrés extraordinari de 1982, Jouko Kajanoja, considerat conciliador de tercera via, va ser elegit president, mantenint una mica més de temps el fràgil equilibri intern entre faccions. Al XXè Congrès, però, el Partit acabaria esclatant pels aires. L'exministre Arvo Aalto seria escollit nou líder del SKP, derrotant tant a l'oposició taistoista com a la tercera via. L'oposició convocaria el seu propi Congrés Extraordinari al 1985, que donaria pas a la creació del Partit Comunista de Finlàndia (Unitat) i l'impuls de l'Alternativa Democràtica (DeVa) com a contrapès del SKDL.
A finals de la dècada dels vuitanta i com a conseqüència de la crisi d'identitat de l'esquerra, es va contemplar la possibilitat de fusionar el SKP amb el SKDL. El febrer de 1990, el Partit finalment va decidir en el seu 22è congrés transferir les seves activitats polítiques a un nou partit, l'Aliança d'Esquerra, que també incorporaria elements provinents del SKP(y) i de DeVa. Es pretenia anar transferint els actius del SKP a través d'intermediaris per a l'ús de l'Aliança, però l'operació va fracassar provocant enormes pèrdues i deutes per valor de 70 milions, provocant la fallida definitiva el 1992.
Durant finals dels vuitanta i els anys noranta, tot i la situació dramàtica del Partit, els tribunals van donar la raó en diverses ocasions a l'Oposició (bàsicament el SKPy), anul·lant les expulsions de la direcció, permetent la seva participació en el Congrés del SKP al 1990. Després de la fallida del Partit, el SKPy, que fins llavors no s'havia registrat oficialment, va decidir fer-ho recuperant el nom de Partit Comunista de Finlàndia (SKP), tot i que en una escala molt menor del que havia estat l'estructura històrica.

## Resultats electorals
Al llarg de la seva història, i malgrat períodes de persecució i il·legalització, el SKP va poder participar o va donar suport a partits i organitzacions que es van poder presentar en les eleccions, almenys fins que aquestes també van ser perseguides, tal com hem vist anteriorment. Va ser el cas del Partit Socialista dels Treballadors (SSTP) i posteriorment l'Organització Electoral de Treballadors Socialistes i Petits Agricultors (STPV). Després de la Segona Guerra Mundial, ja legalitzat i amb una normalització de la seva participació política, va impulsar la nova candidatura d'esquerres Lliga Democràtica Popular Finlandesa (SKDL), la qual formaria part de diversos governs de coalició, i finalment, en el darrer periode del SKP, l'Aliança d'Esquerra, que assumiria el llegat del Partit des de llavors.

### Eleccions legislatives
Malauradament no tenim dades fiables i concretes durant tota la sèrie electoral (que abasta des de 1922 fins al 1987) de quants diputats va obtenir en cada cas, ja que tots els fronts (SSTP, STPV i SKDL) van tenir participació de diversos partits o candidats independents. Per tant, els següents resultats reflecteixen el total de diputats en global d'aquests fronts sense discernir afiliació.
| Any  | Llista                                 | Vots                                   | %                                      | Escons (TOTAL)                         | +/-                                    | Govern                                 |
| ---- | -------------------------------------- | -------------------------------------- | -------------------------------------- | -------------------------------------- | -------------------------------------- | -------------------------------------- |
| 1922 | SSTP                                   | 128,181                                | 14.81                                  | 27 / 200                               | Nou                                    | Oposició                               |
| 1924 | STPV                                   | 91.839                                 | 10.45                                  | 18 / 200                               | 9                                      | Oposició                               |
| 1927 | STPV                                   | 109,939                                | 12.08                                  | 20 / 200                               | 2                                      | Oposició                               |
| 1929 | STPV                                   | 128,164                                | 13.47                                  | 23 / 200                               | 3                                      | Oposició                               |
| 1930 | Il·legalització de la STPV             | Il·legalització de la STPV             | Il·legalització de la STPV             | Il·legalització de la STPV             | Il·legalització de la STPV             | Il·legalització de la STPV             |
| 1933 | No hi participen degut a la persecució | No hi participen degut a la persecució | No hi participen degut a la persecució | No hi participen degut a la persecució | No hi participen degut a la persecució | No hi participen degut a la persecució |
| 1936 | No hi participen degut a la persecució | No hi participen degut a la persecució | No hi participen degut a la persecució | No hi participen degut a la persecució | No hi participen degut a la persecució | No hi participen degut a la persecució |
| 1939 | No hi participen degut a la persecució | No hi participen degut a la persecució | No hi participen degut a la persecució | No hi participen degut a la persecució | No hi participen degut a la persecució | No hi participen degut a la persecució |
| 1945 | SKDL                                   | 398,618                                | 23.47%                                 | 49 / 200                               | Nou                                    | Coalició (1945–46)                     |
| 1945 | SKDL                                   | 398,618                                | 23.47%                                 | 49 / 200                               | Nou                                    | Minoria (1946–48)                      |
| 1948 | SKDL                                   | 375,538                                | 19.98%                                 | 38 / 200                               | 11                                     | Oposició                               |
| 1951 | SKDL                                   | 391,134                                | 21.58%                                 | 43 / 200                               | 5                                      | Oposició                               |
| 1954 | SKDL                                   | 433,251                                | 21.57%                                 | 43 / 200                               | =                                      | Oposició                               |
| 1958 | SKDL                                   | 450,220                                | 23.16%                                 | 50 / 200                               | 7                                      | Oposició                               |
| 1962 | SKDL                                   | 506,829                                | 22.02%                                 | 47 / 200                               | 3                                      | Oposició                               |
| 1966 | SKDL                                   | 502,374                                | 21.20%                                 | 41 / 200                               | 6                                      | Coalició                               |
| 1970 | SKDL                                   | 420,556                                | 16.58%                                 | 36 / 200                               | 5                                      | Coalició (1970–71)                     |
| 1970 | SKDL                                   | 420,556                                | 16.58%                                 | 36 / 200                               | 5                                      | Oposició (1971)                        |
| 1972 | SKDL                                   | 438,757                                | 17.02%                                 | 37 / 200                               | 1                                      | Oposició                               |
| 1975 | SKDL                                   | 519,483                                | 18.89%                                 | 40 / 200                               | 3                                      | Coalició (1975–76)                     |
| 1975 | SKDL                                   | 519,483                                | 18.89%                                 | 40 / 200                               | 3                                      | Oposició (1976–77)                     |
| 1975 | SKDL                                   | 519,483                                | 18.89%                                 | 40 / 200                               | 3                                      | Coalició(1977–79)                      |
| 1979 | SKDL                                   | 518,045                                | 17.90%                                 | 35 / 200                               | 5                                      | Coalició (1979–82)                     |
| 1979 | SKDL                                   | 518,045                                | 17.90%                                 | 35 / 200                               | 5                                      | Oposició (1982–83)                     |
| 1983 | SKDL                                   | 400,930                                | 13.46%                                 | 26 / 200                               | 9                                      | Oposició                               |
| 1987 | SKDL                                   | 270,433                                | 9.39%                                  | 16 / 200                               | 10                                     | Oposició                               |

### Eleccions presidencials indirectes
| Any  | Llista | Candidat               | Vots    | %      | Electors | +/- | 1a volta  | 2a volta | 3a volta | Resultat |
| ---- | ------ | ---------------------- | ------- | ------ | -------- | --- | --------- | -------- | -------- | -------- |
| 1925 | STPV   | Matti Vaisänen         | 41.213  | 6,63%  | 16 / 300 | Nou | 16 / 300  | 16 / 300 | N/D      | Derrota  |
|      |        |                        |         |        |          |     |           |          |          |          |
| 1950 | SKDL   | Mauno Pekkala          | 338,035 | 21.43% | 67 / 300 | Nou | 67 / 300  | N/D      | N/D      | Derrota  |
| 1956 | SKDL   | Eino Kilpi             | 354,575 | 18.69% | 56 / 300 | 11  | 56 / 300  | N/D      | N/D      | Derrota  |
| 1962 | SKDL   | Paavo Aitio            | 451,750 | 20.51% | 63 / 300 | 7   | 62 / 300  | N/D      | N/D      | Derrota  |
| 1968 | SKDL   | Suport a Urho Kekkonen | 345,609 | 16.95% | 56 / 300 | 7   | 201 / 300 | N/D      | N/D      | Elegit   |
| 1978 | SKDL   | Suport a Urho Kekkonen | 445,098 | 18.18% | 56 / 300 | =   | 259 / 300 | N/D      | N/D      | Elegit   |
| 1982 | SKDL   | Kalevi Kivistö         | 348,359 | 10.96% | 32 / 300 | 24  | 32 / 300  | 11 / 300 | N/D      | Derrota  |
| 1988 | SKDL   | Kalevi Kivistö         | 286,833 | 9.61%  | 26 / 300 | 6   | 26 / 300  | 26 / 300 | N/D      | Derrota  |

### Eleccions municipals
D'igual forma que en les eleccions legislatives, s'adjunten els resultats dels fronts en global, sense poder discernir quants eren membres del SKP.
| Any  | Llista | Vots    | %      | Escons (TOTAL) |
| ---- | ------ | ------- | ------ | -------------- |
| 1922 | SSTP   | N/D     | N/D    | N/D            |
| 1923 | STPV   | N/D     | N/D    | N/D            |
| 1924 | STPV   | N/D     | N/D    | N/D            |
| 1925 | STPV   | N/D     | N/D    | 901            |
| 1928 | STPV   | N/D     | N/D    | 1.035          |
|      |        |         |        |                |
| 1945 | SKDL   | 275 324 | N/D    | 2.496          |
| 1947 | SKDL   | 314 156 | 20,4%  | 2.005          |
| 1950 | SKDL   | 347 102 | 23,04% | 2.517          |
| 1953 | SKDL   | 406 324 | 23,10% | 2.546          |
| 1956 | SKDL   | 353 967 | 21,2%  | 2.272          |
| 1960 | SKDL   | 432 146 | 22,0%  | 2.409          |
| 1964 | SKDL   | 470 550 | 21,9%  | 2.417          |
| 1968 | SKDL   | 382 882 | 16,91% | 1.770          |
| 1972 | SKDL   | 437 130 | 17,48% | 1.731          |
| 1976 | SKDL   | 494 920 | 18,45% | 2.050          |
| 1980 | SKDL   | 456 177 | 16,64% | 1.835          |
| 1984 | SKDL   | 354 582 | 13,15% | 1.482          |
| 1988 | SKDL   | 270 532 | 10,29% | 1.209          |